# إيان ستيفنز (شاعر)
إيان ستيفنز (1955-22 مارس 1996)، شاعر وصحفي وموسيقي كندي من مونتريال، كيبيك، اشتهر بأنه أحد الأصوات الكندية الرئيسية في حركة الكلمة المنطوقة في التسعينيات. ركزت معظم أعماله على تجاربه مع مرض الإيدز.